# Earl Edward Sherff
Earl Edward Sherff (* 18. Mai 1886 in Flint, Michigan; † 16. Mai 1966 in Hastings, Michigan) war ein amerikanischer Botaniker. Sein offizielles botanisches Autorenkürzel lautet „Sherff“.

## Leben
Earl Edward Sherff erhielt am Albion College den Titel des Bachelors der Botanik und ging anschließend zur University of Chicago, um dort den Master- und später auch den Doktortitel zu erlangen. Später lehrte er an verschiedenen High Schools in der Umgebung Chicagos sowie am Chicago Teachers College. Zudem war er „Research Associate“ des Natural History Museums in Chicago. In seiner freien Zeit sammelte er eine Vielzahl von Pflanzen, vor allem aus dem Wabash Valley nahe seiner Heimat. Viele der Herbarbelege sind im Herbarium des Missouri Botanical Garden erhalten.